# La Terre parle arabe
Pour plus de détails, voir Fiche technique et Distribution.
La Terre parle arabe est un film documentaire palestinien de 61 minutes réalisé par Maryse Gargour en 2007. Le film est en anglais, en arabe et en français. Il a reçu plusieurs prix dont le prix ASBU, le prix mémoire de la Méditerranée, le prix France 3 Méditerranée.
Le film a soulevé une polémique lors de sa projection au Festival international des programmes audiovisuels.

## Fiche technique
- Titre : La Terre parle arabe
- Réalisation : Maryse Gargour
- Photographie : Stelios Apostolopoulos et Hanna Abu Saada
- Montage : Despoina Kontargyri
- Société de production : Bad Movies et Rose Production
- Pays :  Grèce et  France
- Genre : Documentaire
- Durée : 61 minutes
- Dates de sortie : 
  -  France : 2007